# Serianus gratus
Serianus gratus är en spindeldjursart som beskrevs av Clarence Clayton Hoff 1964. Serianus gratus ingår i släktet Serianus och familjen Garypinidae. Inga underarter finns listade i Catalogue of Life.